# Група могил радянських воїнів (Вербуватівка)
Група могил радянських воїнів - пам'ятка історії місцевого значення у с. Вербуватівка Юр'ївської селищної громади Павлоградського району Дніпропетровської області.
Охороняється група могил (3 братські могили ) радянських воїнів, які загинули при визволенні с. Вербуватівка 20 лютого, 17-18 вересня 1943 року. Поховані 77 чол. Знаходиться у центрі села за адресою вул. Центральна, 53 а.

## Опис
Пам'ятка складається з трьох могил: зліва від пам'ятника розмірами 1,60 х 0,85 х 0,14 м.; справа від пам'ятника – 1,90 х 1,85 х 0,14 м.; перед пам'ятником - 1,90 х 5,60 х 0, 14 м. та пам'ятника. 
Пам'ятник складається із залізобетонної скульптури «Воїн з автоматом», постамента в формі чотиригранної піраміди увінчаної зверху орнаментом і триступінчастої основи, увінчаної художнім орнаментом. Воїн в плащ накидці, без головного убору, з автоматом через ліве плече. Ліва рука з пілоткою опущена, права підтримує автомат. 
На лицевій грані постаменту закріплена меморіальна дошка з текстом: «Вечная слава и память героям погибшим в Великой Отечественной войне за освобождение нашей Родины 1941-1945 гг.» Під меморіальною дошкою розміщено дошку з надписом «Ніхто не забутий… Ніщо не забуте…В цій могилі поховано 76 воїнів, полеглих за визволення села. З обох сторін основи пам'ятника розміщені квіткові вазони.
Рішенням Юр'ївської селищної ради «Про затвердження Переліку пам'ятних об'єктів (пам'ятники, меморіальні об'єкти, меморіальні дошки тощо), що містять символіку російської імперської політики та комуністичного тоталітарного режиму та мають бути демонтовані (вилучені, перенесені) з публічного простору зображень, пам'ятників, пам'ятних знаків, написів (гасел, цитат тощо) на території Юр’ївської селищної ради» узгоджено дозвіл на проведення робіт щодо перенесення з публічного простору.